# Хейс, Майкл
Майкл Зейц (англ. Michael Seitz, род. 29 марта 1959, Пенсакола, Флорида) — американский продюсер, бывший рестлер и музыкант. Получил известность как лидер команды «Потрясающие вольные птицы» под именем Майкл «P.S.» («Purely Sexy») Хейс и за свою роль комментатора под именем Док Хендрикс в World Wrestling Federation (WWF).
В настоящее время он работает в WWE в качестве вице-президента по креативным сценариям и букингу, а также является старшим продюсером.

## Карьера в рестлинге

### World Wrestling Federation/Entertainment/WWE (с 1995)

#### Док Хендрикс (1995—1999)
Майкл Хейс получил пробный матч с WWF 21 февраля 1995 года на шоу Superstars в Огасте, Джорджия. Выступая в темном матче, Хейз участвовал в качестве фейса и победил Кена Рэйпера. Однако он отошел от активной борьбы из-за серьезной травмы спины, полученной в WCW, и 14 апреля дебютировал в качестве Дока Хендрикса, соведущего Action Zone вместе с Тоддом Петтенгиллом. В качестве Дока Хендрикса он брал интервью у рестлеров перед их матчами и поначалу вел себя скорее как хил, хотя позже это было отменено. Хейс также работал в качестве комментатора в 1995 году с Винсом Макмэном на Superstars и на шоу In Your House 1 и King of the Ring (1995) и заменил Джерри Лоулера на двух последних матчах на SummerSlam (1995).

#### Менеджер братьев Харди (1999)
Хейс вернулся к активным выступлениям в 1999 году в Power Pro Wrestling, где завоевал титул чемпиона промоушена. Вскоре он вернулся на телешоу WWF в качестве менеджера команды «Братья Харди» (Мэтт и Джефф Харди) до августа 1999 года.

#### Закулисные роли (с 1999)
Затем он стал закулисным дорожным агентом (продюсером) и комментатором. В октябре 2006 года Хейс стал главным креативным сценаристом бренда SmackDown после ухода Алекса Гринфилда из компании. В октябре 2013 года Хейс взял отпуск в WWE по личным причинам, но вернулся на работу 2 декабря 2013 года. 2 апреля 2016 года Хейс был введен в Зал славы WWE вместе с группировкой «Потрясающие вольные птицы». Хейс принял награду вместе с Джимми Гарвином.

## Титулы и достижения
- Cauliflower Alley Club
  - Премия Лу Тесза (2014)[4]
- Georgia Championship Wrestling
  - NWA Georgia Tag Team Championship (1 раз) — с Терри Горди[5]
  - NWA National Tag Team Championship (4 раза) — с Терри Горди (3) и Отисом Систранком (1)[6]
  - NWA United National Championship (1 раз)
- Mid-South Wrestling Association
  - Mid-South Tag Team Championship (2 раза) — с Терри Горди[7]
- NWA Mid-America
  - NWA Mid-America Tag Team Championship (2 раза) — с Терри Горди[8]
- Power Pro Wrestling
  - PPW Heavyweight Championship (1 раз)
- Professional Wrestling Hall of Fame
  - С 2015 года, как член «Потрясающих вольных птиц»[9]
- Pro Wrestling Illustrated
  - Команда года (1981) — с Терри Горди
  - № 56 в топ 500 рестлеров в рейтинге PWI 500 в 1992[10]
  - № 3 вот 100 команд в рейтинге PWI Years (с Терри Горди) в 2003[11]
- World Championship Wrestling
  - Чемпион Соединённых Штатов NWA в тяжёлом весе (1 раз)[12][13]
  - NWA (Mid-Atlantic)/WCW World Tag Team Championship (2 раза) — с Джимми Гарвином[14][15]
  - WCW United States Tag Team Championship (2 раза) — с Джимми Гарвином[16]
  - WCW World Six-Man Tag Team Championship (1 раз) — с Джимми Гарвином и Бэдстритом[17]
- World Class Championship Wrestling / World Class Wrestling Association
  - NWA American Tag Team Championship (1 раз) — с Терри Горди[18][19]
  - NWA (Texas)/WCWA World Six-Man Tag Team Championship (7 раз) — с Терри Горди и Бадди Робертсом (6 times) и Керри Фон Эрих и Кевин Фон Эрих (1)[20]
  - WCWA World Tag Team Championship (2 раза) — со Стивом Коксом[21]
- WWE
  - Зал славы WWE (2016) как член «Потрясающих вольных птиц»
- Wrestling Observer Newsletter
  - Самый харизматичный (1981)
  - Лучшее трио (1984) с Терри Горди и Бадди Робертсом
  - Лучший хил (1983, 1986)
  - Вражда года (1983, 1984) с Бадди Робертсом и Терри Горди против фон Эрихов
  - Матч года (1984) с Бадди Робертсом и Терри Горди против фон Эрихов (Керри, Кевин и Майк) 4 июля
  - Лучший комменатор (1986)
  - Зал славы Wrestling Observer Newsletter (2005) — как член «Потрясающих вольных птиц»